# Taiyō no Komachi Angel
Taiyō no Komachi Angel (jap. 太陽のKomachi Angel) – piąty singel japońskiego zespołu B’z, wydany 13 czerwca 1990 roku. Osiągnął 1 pozycję w rankingu Oricon i pozostał na liście przez 47 tygodni, sprzedał się w nakładzie 463 918 egzemplarzy. Singel zdobył status platynowej płyty. Został wydany ponownie 26 marca 2003 roku.
Utwór tytułowy został nagrany ponownie w języku angielskim i znalazł się w minialbumie WICKED BEAT pod nowym tytułem Komachi-Angel Red Hot Style. Utwór Taiyō no Komachi Angel został wykorzystany w reklamie Camelia Diamond firmy Miki.

## Lista utworów
| Nr | Tytuł                                               | Czas |
| -- | --------------------------------------------------- | ---- |
| 1. | „Taiyō no Komachi Angel” (jap. 太陽のKomachi Angel) | 4:12 |
| 2. | „Good-bye Holy Days”                                | 4:53 |

## Muzycy
- Tak Matsumoto: gitara, kompozycja i aranżacja utworów
- Kōshi Inaba: wokal, teksty utworów
- Masao Akashi: aranżacja
- B+U+M

## Notowania
| Lista                                  | Pozycja |
| -------------------------------------- | ------- |
| Oricon Weekly Singles Chart            | 1       |
| Oricon Monthly Singles Chart           | 15      |
| Oricon Yearly Singles Chart (rok 1990) | 27      |